# 高田勝
高田勝（たかだ まさる、1945年2月24日 - 2013年9月21日 ）は、日本のナチュラリスト、文筆家。

## 略歴
名古屋生まれ。早稲田大学商学部卒業。CF制作会社、林業雑誌記者を経て、1972年北海道根室市へ移住。牧夫生活などののち、1975年より野鳥愛好家たちの常宿として有名になった民宿「風露荘」を経営。
ナチュラリストとして自然保護活動や調査・啓蒙活動を行うかたわら、執筆活動も続けている。
1984年『雪の日記帳』で日本科学読物賞受賞。
早稲田大学の大隈会館で、2013年11月11日に110名あまりの出席のもと「高田勝さん お別れ会」が行われた。町田いずみ浄園にある墓石には、故薮内正幸画伯のハヤブサのイラストが彫り込まれている。

## 著書
- 『ニムオロ原野の片隅から』津田櫓冬画 福音館書店(福音館日曜日文庫)　1979
- 『ある日、原野で』朝日新聞社 1981
- 『根室原野 春から夏へ』岩崎書店(カラー版自然と科学)1982
- 『雪の日記帳』岩崎書店 (カラー版自然と科学)1984
- 『コンチネンタル・バーディング 北米大陸探鳥紀行』山と渓谷社 1986
- 『砂漠は生きていた』福音館書店 (福音館日曜日文庫)1989
- 『飛びたてシマフクロウ』あかね書房 (あかねノンフィクション) 1991
- 『ニムオロ原野風露荘の春秋 野鳥の楽園を夢みて』青土社 2010

### 共著
- 『野鳥』叶内拓哉共著 1984 講談社現代新書
- 『落としたのはだれ?』叶内拓哉写真 福音館書店 (かがくのほん)1994
- 『いつ寝るの?』叶内拓哉写真 福音館書店 (福音館のかがくのほん)1997
- 『どこいくの?』叶内拓哉写真 福音館書店 (福音館のかがくのほん)1999
- 『羽 原寸大写真図鑑』叶内拓哉共著 文一総合出版 2004
- 『原寸大写真図鑑 羽 増補改訂版』叶内拓哉共著 文一総合出版 2018
- 『野鳥の羽ハンドブック』叶内拓哉共著 文一総合出版 2008